# スヒーダム
スヒーダム、スキーダム（蘭: Schiedam [sxiˈdɑm] ( 音声ファイル)）は、オランダ中部南ホラント州の基礎自治体（ヘメーンテ）。ロッテルダム都市圏の一部を成している。ロッテルダムの西、フラールディンゲンの東、デルフトの南に位置している。

## 歴史
スヒーダムは、大雑把に言えばロッテルダムと同じ方法で、1230年頃創設された。君主であったヴァッセナール家などにより、干拓地を北海の海水から守るために、スヒー川 (Schie) を堰き止めたことにより、街は創設された。
新しい居住地として、周辺の街ロッテルダムやデルフトと競い合い、これらの街と同様に1340年には、スヒー川とマース川へのアクセスを得た。15世紀より聖リドヴィナ信仰の巡礼地の一つとして栄えた。聖リドヴィナとは、スヒーダムに住んでいたオランダで最も有名な聖女の一人である。
その後、街はニシン釣りをするための重要な場所となった。1428年、大火により当時木造だった建築物の大半が破壊された。
スヒーダムが最も繁栄したのは18世紀で、ジンを造る酒造業で繁栄した。フランスからのアルコール類の輸入の停止により、スヒーダムの蒸留所が至急必要となった。数十本のスヒーダムの蒸留塔で造られたジンが、世界中に輸出されていた。スヒーダムはジン産業で有名となり、"Black Nazareth"の愛称で呼ばれた。現在、ジン産業はわずかに残るだけとなっている。

## 出身者
- アリージュ・プランス（著作家）
- ジョシュア・ザークツィー（サッカー選手）